# Safety Harbor
Safety Harbor est une ville américaine située dans le comté de Pinellas en Floride, sur la rive occidentale de la baie de Tampa.

## Démographie
| 1920 | 1930 | 1940 | 1950 | 1960  | 1970  |
| ---- | ---- | ---- | ---- | ----- | ----- |
| 429  | 765  | 694  | 894  | 1 787 | 3 103 |

| 1980  | 1990   | 2000   | 2010   | - | - |
| ----- | ------ | ------ | ------ | - | - |
| 6 461 | 15 124 | 17 203 | 16 884 | - | - |

Selon le recensement de 2010, Safety Harbor compte 16 884 habitants. La municipalité s'étend sur 5,07 milles carrés (13,13 km2), dont 4,90 milles carrés (12,69 km2) de terres.